# Sainte-Marie-du-Lac-Nuisement
Sainte-Marie-du-Lac-Nuisement település Franciaországban, Marne megyében. Lakosainak száma 273 fő (2022. január 1.). Sainte-Marie-du-Lac-Nuisement Éclaron-Braucourt-Sainte-Livière, Ambrières, Écollemont, Giffaumont-Champaubert, Hauteville, Landricourt és Larzicourt községekkel határos.

## Népesség
A település népessége az elmúlt években az alábbi módon változott:
| Lakosok száma | 259  | 265  | 272  | 268  | 272  | 272  | 272  | 273  | 273  |
|               | 2013 | 2015 | 2016 | 2017 | 2018 | 2019 | 2020 | 2021 | 2022 |